# Atelopus gigas
Espèce
Statut de conservation UICN

 CR  : 
En danger critique
Atelopus gigas est une espèce d'amphibiens de la famille des Bufonidae.

## Répartition
Cette espèce est endémique du département de Nariño en Colombie. Elle se rencontre à Ipiales vers 2 700 m d'altitude dans la cordillère des Andes.

## Description
Les mâles mesurent de 43,0 à 48,6 mm et les femelles de 43,3 à 57,2 mm.

## Étymologie
Son nom d'espèce, du grec ancien γίγας, gígas, « géant», lui a été donné en référence à sa taille qui en fait une des plus grandes espèces du genre Atelopus.

## Publication originale
- Coloma, Duellman, Almendáriz, Ron, Terán-Valdez, Guaysamin, 2010 : Five new (extinct?) species of Atelopus (Anura: Bufonidae) from Andean Colombia, Ecuador, and Peru. Zootaxa, no 2574, p. 1–54.